# Por debajo de la mesa
"Por Debajo de la Mesa" é uma canção escrita por Armando Manzanero e produzida e interpretada pelo cantor mexicano Luis Miguel. Foi lançado como o primeiro single do álbum Romances (1997). Em setembro de 1997, se tornou o décimo quinto single do cantor a ficar em primeiro lugar na Hot Latin Tracks. A canção foi posteriormente incluída nas coletâneas Mis Boleros Favoritos (2002) e Grandes Éxitos (2005).

## Outras versões
Vários outros artistas regravaram suas versões da canção, incluindo Elsa Garcia, Tito Allen, Los Herederos del Norte, Chamin Correa, Wickly Norgueras, Rafael Basurto, Gerardo Ochoa, Bertin Osborne, Terrazas Musical e Enrique Chia. Em 1998, Armando Manzanero interpretou a canção com a cantora Tania Twain para o álbum Manzanero y la Libertad e em 2002, com os cantores Carmen Paris e Chano Dominguez.

## Formato e duração
- Airplay, CD single

1. "Por Debajo de la Mesa" – 3:05

## Charts
A canção estreou na segunda posição na Hot Latin Tracks no dia 2 de agosto de 1997. Seis semanas depois, ela alcançou a primeira posição, ficando assim por quatro semanas.
| Chart (1997)    | Posição |
| --------------- | ------- |
| Hot Latin Songs | 1       |